# Viola angustifolia
Viola angustifolia es una especie de planta con flor del género Viola.

## Taxonomía
Esta especie fue descrita por primera vez en 1857 por el paleontólogo y zoólogo chileno Rudolph Amandus Philippi.
En 2019, el equipo formado por el matrimonio  John Michael Watson y Ana Rosa Flores, entusiastas de la jardinería rocalla⁣⁣, renombraron la especie a V. wikipedia, en honor a Wikipedia, la enciclopedia libre en línea. Lo hicieron creyendo que el nombre V. angustifolia era un homónimo posterior y, por lo tanto, ilegítimo. En efecto, el nombre "Viola angustifolia" había sido publicado con anterioridad a la descripción de Philippi, en 1824 por el historiador y botánico suizo Frédéric Charles Jean Gingins de la Sarraz, en el famoso Prodromus de Alphonse Pyramus de Candolle. Sin embargo, esta publicación lo cita como un nomen nudum sinónimo de la especie Pigea banksiana, que ahora se conoce como Hybanthus enneaspermus. El nombre había sido propuesto en una hoja de muestra recogida en la India, pero nunca había sido publicado válidamente. Como tal, este nombre es lo que se conoce como un pro synonymo, un nombre que no puede considerarse válidamente publicado porque es meramente una cita sinónima. Por lo tanto, la descripción de Philippi es de hecho la primera publicación válida del nombre "V. angustifolia", y V. wikipedia es, por lo tanto, un nombre superfluo e ilegítimo.

## Descripción
Está estrechamente relacionada con V. acanthophylla, V. bustillosia y V. cheeseana, esta última recientemente descrita por Watson y Flores. Se diferencia de estas otras especies por tener un "margen de la hoja ligeramente dentado y largo. El pedúnculo es claramente más corto que las hojas".

## Distribución
Se presume que la especie es endémica de la región de Santiago de Chile. Se conoce únicamente a partir de un ejemplar recolectado en 1855.